# アンバリーハウス
アンバリーハウス (Amberleigh House) とはアイルランドで生産、アイルランドおよびイギリスで調教された競走馬である。2004年のグランドナショナルに優勝した。

## 戦績
デビュー戦となったのは1997年3月のナショナルハントフラットレース（障害馬用平地競走）である。ここは22頭立ての12着に終わるが5戦目で初勝利を挙げ、その後はハードル、そしてチェイスへと舞台を移していく。2000年1月にタールズ競馬場で行われたG2キンロックブレイチェイスに優勝し、同年3月にパンチェスタウン競馬場のG3エクステンデッドハンデキャップチェイスも制した。
そして2000/01シーズンはアイルランドから、レッドラムの調教師として有名なイギリスのジンジャー・マッケインの元に転厩。2001年4月に行われたグランドナショナルに10ストーン5ポンド（約65.8kg）を背負って初出走した。しかしこの年は降り続く雨により不良馬場で行われ、滑る馬場により落馬、そしてそのために大量のカラ馬が発生しそれらが更なる落馬を呼んだ。アンバリーハウスは第15障害のザチェアーで飛越失敗により競走中止。完走したのは優勝したレッドマローダーなど4頭（うち2頭は落馬再騎乗）だった。なお、同年11月にエイントリー競馬場で行われたビーチャーズチェイスでアンバリーハウスはこの競走で2着となっていたスマーティを相手に勝利を収めている。
その後2003年に2年ぶりに出走したグランドナショナルでは10ストーン4ポンド（約65.3kg）で出走し、早めに先行集団に取り付いて最終障害をモンティズパスに続く2番手で飛越するが、直線でシュプリームグローリーに交わされ、優勝したモンティズパスから14馬身差の3着に終わった。
そして2004年のグランドナショナル。2002年優勝のビンダリー、3連勝中のクランロイヤルなどが人気となり、12歳になったアンバリーハウスは10ストーン10ポンド（約69kg）のハンデで単勝17倍の8番人気となっていた。レースでは中団を追走、終盤に差し掛かっても前を行くヘッジハンター、クランロイヤル、ロードアタブリーとはかなりの差があったが、最終障害でヘッジハンターが落馬すると一気に前との差を縮め、ゴール前で2頭を差し切って優勝した。勝ちタイムは9分20秒3。出走馬39頭中11頭が完走した。マッケイン調教師は1977年以来27年ぶりの4勝目を挙げた。
2005年は11ストーン3ポンドの斤量を課せられて10着に敗れ、2006年はレース途中で棄権。これを最後に引退し、以降はナショナルスタッドで繋養された。のちにチェスター近郊の牧場に移され、2017年にはグランドナショナルの前に行われる歴代勝ち馬によるパレードにも姿を見せたが、その1週間後の4月27日に疝痛で死亡した。25歳没。

## 血統表
| アンバリーハウスの血統ネアルコ系／アウトブリード | アンバリーハウスの血統ネアルコ系／アウトブリード | アンバリーハウスの血統ネアルコ系／アウトブリード | （血統表の出典）   | （血統表の出典） |
| 父 Buckskin 1973                                 | 父の父Yelapa 1966                                | Mossborough                                      | Nearco             | Nearco           |
| 父 Buckskin 1973                                 | 父の父Yelapa 1966                                | Mossborough                                      | All Moonshine      |                  |
| 父 Buckskin 1973                                 | 父の父Yelapa 1966                                | Your Point                                       | Nirgal             | Nirgal           |
| 父 Buckskin 1973                                 | 父の父Yelapa 1966                                | Your Point                                       | Your Game          |                  |
| 父 Buckskin 1973                                 | 父の母Bete a Bon Dieu 1964                       | Herbager                                         | Vandale            | Vandale          |
| 父 Buckskin 1973                                 | 父の母Bete a Bon Dieu 1964                       | Herbager                                         | Flagette           |                  |
| 父 Buckskin 1973                                 | 父の母Bete a Bon Dieu 1964                       | Caralline                                        | Wild Risk          | Wild Risk        |
| 父 Buckskin 1973                                 | 父の母Bete a Bon Dieu 1964                       | Caralline                                        | Coral              |                  |
| 母 Chancy Gal 1982                               | 母の父Al Sirat 1962                              | Double Jay                                       | Balladier          | Balladier        |
| 母 Chancy Gal 1982                               | 母の父Al Sirat 1962                              | Double Jay                                       | Broomshot          |                  |
| 母 Chancy Gal 1982                               | 母の父Al Sirat 1962                              | Gay Darling                                      | Mahmoud            | Mahmoud          |
| 母 Chancy Gal 1982                               | 母の父Al Sirat 1962                              | Gay Darling                                      | Grand Gala         |                  |
| 母 Chancy Gal 1982                               | 母の母Art Mistress 1969                          | Master Owen                                      | Owen Tudor         | Owen Tudor       |
| 母 Chancy Gal 1982                               | 母の母Art Mistress 1969                          | Master Owen                                      | Miss Maisie        |                  |
| 母 Chancy Gal 1982                               | 母の母Art Mistress 1969                          | Lady Artist                                      | Artists Moon       | Artists Moon     |
| 母 Chancy Gal 1982                               | 母の母Art Mistress 1969                          | Lady Artist                                      | Amys Pet F-No.不明 |                  |